# Geghhovit
Geghhovit (armeniska: Գեղհովիտ) är en ort i Armenien. Före 3 juli 1968 hette orten Gharanlugh (armeniska: Ղարանլուղ, ryska: Каранлух: Karanluch). Den ligger i provinsen Gegharkunik, i den centrala delen av landet, 70 kilometer öster om huvudstaden Jerevan. Geghhovit ligger 2 111 meter över havet och antalet invånare är 5 104.
Terrängen runt Geghhovit är kuperad söderut, men norrut är den platt. Terrängen runt Geghhovit sluttar norrut. Närmaste större samhälle är Martuni, 4,1 kilometer norr om Geghhovit. 
Trakten runt Geghhovit består i huvudsak av gräsmarker. Runt Geghhovit är det ganska tätbefolkat, med 72 invånare per kvadratkilometer.